# Hushed and Grim
Hushed and Grim es el octavo álbum de estudio de la banda estadounidense de metal progresivo Mastodon, lanzado como álbum doble el 29 de octubre de 2021 a través de Reprise Records. Convirtiéndose en su producción más extensa hasta la fecha, el disco incluye colaboraciones especiales, como la del guitarrista de Soundgarden, Kim Thayil, en la canción «Had It All», y la madre del bajista y vocalista Troy Sanders, Jody, quien participa tocando el corno francés.
Es el primer álbum desde su debut, Remission, en el que no cuenta con la participación vocal de Scott Kelly, fundador de la banda de post-metal Neurosis, debido a las acusaciones de abuso doméstico en su contra, las cuales él mismo confirmó como ciertas en una declaración pública en agosto de 2022, donde también anunció su retiro de la vida pública.El álbum también está dedicado a la memoria de su exmánager, Nick John, quien falleció de cáncer en 2018.

## Recepción crítica
Hushed and Grim recibió críticas generalmente positivas, y el agregador de reseñas Metacritic lo calificó con una «aclamación universal», otorgándole una puntuación de 82 sobre 100, basada en 13 críticas.Thom Jurek, de AllMusic, destacó que sus canciones están «interpretadas con una creatividad abundante, un poder masivo y una honestidad abrasadora». La revista Rolling Stone señaló que el disco «nunca deja de sorprender, y la energía, profundidad y fuerza del álbum lo convierten en una adición completamente única al extenso catálogo de la banda». Sin embargo, en una reseña más negativa, Chris O'Connell, de Pitchfork, lo describió como «una obra inofensiva, ocasionalmente atractiva, pero en su mayoría abrumadoramente tediosa a lo largo de sus 90 minutos».

### Reconocimientos
| Publicación           | Espaldarazo                                                   | Ranking |
| --------------------- | ------------------------------------------------------------- | ------- |
| Consequence           | Los 30 mejores álbumes de metal y hard rock                   | 8       |
| Guitar World          | Los 20 mejores álbumes de guitarra de 2021                    | 8       |
| Kerrang!              | Los 50 mejores álbumes de 2021                                | 12      |
| Loudwire              | Los 45 mejores álbumes de rock y metal de 2021                | 20      |
| Metal Hammer          | Los 10 mejores álbumes de metal progresivo de 2021            | 2       |
| PopMatters            | Los 75 mejores álbumes de 2021                                | 62      |
| PopMatters            | Los 10 mejores álbumes de rock progresivo y metal de 2021     | 3       |
| Prog                  | Los 20 mejores álbumes de 2021                                | 7       |
| Revolver              | Los 25 mejores álbumes de 2021                                | 5       |
| Rolling Stone         | Los 10 mejores álbumes de metal de 2021                       | 2       |
| Spin                  | Los 30 mejores álbumes de 2021                                | 12      |
| Sputnikmusic          | Los 50 mejores álbumes de 2021                                | 1       |
| Ultimate Classic Rock | Los 40 mejores álbumes de 2021                                | 30      |
| Ultimate Classic Rock | Los 10 mejores álbumes de hard rock y metal de 2021           | 8       |
| Loudwire              | Las 35 mejores canciones de metal de 2021 (por «Teardrinker») | 27      |

## Lista de canciones
| Disco 1 |                          |                                    |          |  |
| N.º     | Título                   | Voces principales                  | Duración |  |
| 1.      | «Pain with an Anchor»    | Brann Dailor, Troy Sanders         | 5:01     |  |
| 2.      | «The Crux»               | Sanders                            | 4:59     |  |
| 3.      | «Sickle and Peace»       | Sanders, Dailor, Darby Rose Tapley | 6:17     |  |
| 4.      | «More Than I Could Chew» | Dailor, Sanders                    | 6:51     |  |
| 5.      | «The Beast»              | Brent Hinds, Dailor, Sanders       | 6:03     |  |
| 6.      | «Skeleton of Splendor»   | Sanders, Dailor                    | 5:04     |  |
| 7.      | «Teardrinker»            | Dailor, Sanders                    | 5:20     |  |
| 8.      | «Pushing the Tides»      | Sanders, Dailor                    | 3:29     |  |
| 43:04   |                          |                                    |          |  |

| Disco 2 |                         |                        |          |  |
| N.º     | Título                  | Voces principales      | Duración |  |
| 1.      | «Peace and Tranquility» | Hinds, Dailor, Sanders | 5:55     |  |
| 2.      | «Dagger»                | Sanders                | 5:12     |  |
| 3.      | «Had It All»            | Sanders                | 5:25     |  |
| 4.      | «Savage Lands»          | Dailor, Sanders        | 4:24     |  |
| 5.      | «Gobblers of Dregs»     | Sanders, Dailor        | 8:34     |  |
| 6.      | «Eyes of Serpents»      | Sanders, Dailor        | 6:49     |  |
| 7.      | «Gigantium»             | Dailor, Sanders        | 6:54     |  |
| 43:13   |                         |                        |          |  |

## Personal
Mastodon
- Brann Dailor – batería, vocalista (excepto en las pistas 2, 10 y 11)
- Brent Hinds – guitarra principal, vocalista (5 y 9)
- Bill Kelliher – guitarra rítmica
- Troy Sanders – bajo, vocalista

Adicional
- João Nogueira – teclado
- Darby Rose Tapley – voces de introducción (3)
- Marcus King – solos de guitarra (5)
- Dave Witte – percusión (10)
- Rich Doucette – sarangi (10)
- Jody Sanders – corno francés (11)
- Kim Thayil – solos de guitarra (11)
- Kevin Fox – cello, sección de cuerdas (15)
- Drew Jurecka – viola, violín (15)

Técnico
- David Bottrill – producción, mezcla de audio
- Ryan McCambridge – ingeniero de audio
- Tom Tapley – grabación
- Billy Joe Bowers – editor de audio
- Miles Landrum – asistente de grabación
- Braden Griffith – ingeniero de audio adicional (5)
- Nathan Yaccino – ingeniero de audio adicional (11)
- Ted Jensen – masterización

Fuentes: Discogs.

## Listas
| Lista (2021)                             | Posición alcanzada |
| ---------------------------------------- | ------------------ |
| Australian Albums (ARIA)                 | 16                 |
| Austrian Albums (Ö3 Austria Top 40)      | 7                  |
| Belgian Albums (Ultratop Flanders)       | 17                 |
| Belgian Albums (Ultratop Wallonia)       | 19                 |
| Canadian Albums (Billboard)              | 18                 |
| Danish Albums (Hitlisten)                | 24                 |
| Dutch Albums (Album Top 100)             | 22                 |
| Finnish Albums (Suomen virallinen lista) | 4                  |
| French Albums (SNEP)                     | 32                 |
| German Albums (Offizielle Top 100)       | 10                 |
| Hungarian Albums (MAHASZ)                | 6                  |
| Irish Albums (OCC)                       | 27                 |
| Italian Albums (FIMI)                    | 53                 |
| New Zealand Albums (RMNZ)                | 29                 |
| Norwegian Albums (VG-lista)              | 10                 |
| Polish Albums (ZPAV)                     | 35                 |
| Portuguese Albums (AFP)                  | 9                  |
| Scottish Albums (OCC)                    | 10                 |
| Spanish Albums (PROMUSICAE)              | 24                 |
| Swedish Albums (Sverigetopplistan)       | 25                 |
| Swiss Albums (Schweizer Hitparade)       | 7                  |
| UK Albums (OCC)                          | 14                 |
| UK Rock & Metal Albums (OCC)             | 1                  |
| US Billboard 200                         | 20                 |
| US Top Hard Rock Albums (Billboard)      | 1                  |
| US Top Rock Albums (Billboard)           | 2                  |